# ستيف أنتوني (لاعب هوكي الجليد)
ستيف أنتوني (بالإنجليزية: Steve Cash)‏ هو لاعب هوكي الجليد أمريكي، ولد في 9 مايو 1989 في سانت لويس في الولايات المتحدة.

## روابط خارجية
- ستيف أنتوني على موقع Paralympic.org (الإنجليزية)
- ستيف أنتوني على موقع اللجنة الأولمبية والبارالمبية الأمريكية (الإنجليزية)